# プロネヴェ＝ポルゼ
プロネヴェ＝ポルゼ （Plonévez-Porzay、ブルトン語:Plonevez-Porzhe）は、フランス、ブルターニュ地域圏、フィニステール県のコミューン。

## 地理
プロネヴェ＝ポルゼは海辺の町で、コルヌアイユ地方に含まれるポルゼ地域の平野に位置する。北をプロエヴァンとカスト、東をケメネヴァン、南はロクロナンとケルラズと接している。町の西側は、サンタンヌ＝ラ＝パリュー、ケルヴェル、トレズマラウエンの崖と砂浜である。
最寄りの鉄道駅はカンペールかシャトーランである。最寄りの空港はカンペール・コルヌアイユ空港か、ブレスト・ブルターニュ空港である。

## 歴史
15世紀にネヴェト家がケルラズ小教区（当時はプロネヴェ＝ポルゼ教区の一部）にレザルガン城を建てた。城の痕跡は残っていない。19世紀後半、城の地中の基礎部分が発掘され、請負人夫が残した印が見つかっている。
1856年12月日曜日の朝、トレフンテックの浜でジャン＝マリー・ルブリは馬に引かせたグライダーを操縦して、100mの高さまで上昇し200m飛行した。

## 人口統計
| 1962年 | 1968年 | 1975年 | 1982年 | 1990年 | 1999年 | 2006年 | 2010年 |
| ------ | ------ | ------ | ------ | ------ | ------ | ------ | ------ |
| 1620   | 1527   | 1533   | 1643   | 1663   | 1582   | 1656   | 1717   |

参照元:1999年までEHESS、2000年以降INSEE

## 経済
町の経済は農業に最も依存しており、次に観光、手工芸、そして小規模工業がある。
ドゥアルヌネ湾、クロゾン半島を見下ろすトレフンテック岬は、しばしばハイキングやパラグライダーを楽しむ人々がやってくる。

## 伝承

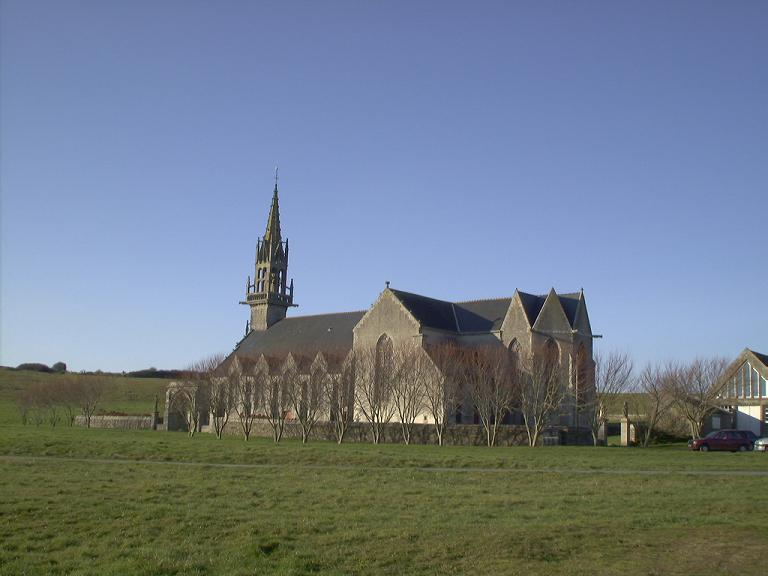
サンタンヌ＝ラ＝パリュー礼拝堂

- 作家アナトール・ル・ブラズが収集した伝承によれば、マリアの母アンナ（フランス語ではアンヌ）はプロネヴェ＝ポルゼの生まれであった。アンナはアルモリカの領主と結婚した。夫の死後にアルモリカはユダヤの一部となり、彼女はそこで再婚した。また、イエス・キリストは、磔刑にされる前に、祖母アンナから祝福を受けるために、ペテロとともにブルターニュを訪れたと言われている。キリストが大地に杖を突き立てると、そこから水が湧き出た。アンナはプロネヴェ＝ポルゼで没し、その場所には最初のサンタンヌ＝ラ＝パリュー礼拝堂（17世紀からあるが、現在は失われている）が建てられた。
- 別の伝承では、アンナはキリスト教伝来以前はアイルランド島の神々の母、豊穣の女神であった。現在、聖母マリアの母・アンナの像が、サンタンヌ＝ラ＝パリュー礼拝堂（19世紀再建）のそば、泉を見下ろす場所に建てられている。四旬節の第2日曜日、復活祭の火曜日、昇天後の日曜日、7月26日や8月の日曜日には、ロウソクを手にした巡礼者たちがパルドン祭りのため集まる。泉の水を飲むと力が授けられるという。

## 姉妹都市
- ニューカッスル・エムリン、イギリス